# Parahermanites
Parahermanites is een geslacht van kreeftachtigen uit de klasse van de Ostracoda (mosselkreeftjes).

## Soorten
- Parahermanites avenolithis Hu & Tao, 2008
- Parahermanites haishanna Hu & Tao, 2008
- Parahermanites penicillia Hu & Tao, 2008
- Parahermanites piba Hu & Tao, 2008
- Parahermanites subtropica (Hu)
- Parahermanites yenyinga Hu & Tao, 2008